# Szamosújlak
Szamosújlak è un comune dell'Ungheria di 428 abitanti (dati 2001). È situato nella contea di Szabolcs-Szatmár-Bereg.